# مارتن نيسلي
مارتن نيسلي (بالإنجليزية: Martin Nessley)‏ مواليد 16 فبراير 1965 في كولومبوس، هو لاعب كرة سلة أمريكي سابق. بدأ مسيرته الاحترافية في سنة 1987. تم اختياره من قبل فريق لوس أنجلوس كليبرز خلال الدرافت. حمل الرقم 51. يبلغ طوله 7 قدم 2 بوصة (2.2 م). اعتزل اللعب في 1991. لعب مع لوس أنجلوس كليبرز وسكرامنتو كينغز.

## روابط خارجية
- مارتن نيسلي على موقع إن بي أي (الإنجليزية)
- مارتن نيسلي على موقع سبورتس رفرنس (الإنجليزية)
- مارتن نيسلي على موقع كلية كرة السلة في سبورتس رفرنس.كوم (الإنجليزية)
- مارتن نيسلي على موقع ريلجم (الإنجليزية)
- مارتن نيسلي على موقع بروبوليرز (الإنجليزية)